# Liste der Kulturdenkmale in Kayhude
In der Liste der Kulturdenkmale in Kayhude sind alle Kulturdenkmale der schleswig-holsteinischen Gemeinde Kayhude (Kreis Segeberg) aufgelistet (Stand: 10. März 2025).

## Legende
In den Spalten befinden sich folgende Informationen:
- Objekt-ID: die Nummer des Kulturdenkmales
- Lage: die Adresse des Kulturdenkmales und die geographischen Koordinaten. Kartenansicht, um Koordinaten zu setzen. In der Kartenansicht sind Kulturdenkmale ohne Koordinaten mit einem roten Marker dargestellt und können in der Karte gesetzt werden. Kulturdenkmale ohne Bild sind mit einem blauen Marker gekennzeichnet, Kulturdenkmale mit Bild mit einem grünen Marker.
- Offizielle Bezeichnung: Bezeichnung des Kulturdenkmales
- Beschreibung: die Beschreibung des Kulturdenkmales
- Bild: ein Bild des Kulturdenkmales

## Bauliche Anlagen
| Objekt-ID     | Lage                         | Offizielle Bezeichnung | Beschreibung | Bild            |
| ------------- | ---------------------------- | ---------------------- | --- | --------------- |
| 7299 Wikidata | (53° 45′ 3″ N, 10° 7′ 36″ O) | Meilenstein            | Vollmeilenstein der Altona-Lübecker Chaussee am Abzweig der Altona-Neustädter Chaussee. Entfernungsangabe Südseite: Altona 4 M(eilen = 30 km) Nordseite: Lübeck 5½ M(eilen = 41 km). Auf der Vorderseite eingemeißeltes Königsmonogramm Christian VIII. und Jahreszahl 1840. Alteintragung (Aktualisierung vorgesehen) - Begründung: geschichtlich, wissenschaftlich, Kulturlandschaft prägend - Schutzumfang: gesamtes Objekt - Denkmaltyp: Bauliche Anlage | Fotos hochladen |

## Quelle
- Liste der Kulturdenkmale in Schleswig-Holstein – Kreis Segeberg

- Karte mit allen Koordinaten:
- OSM |
- WikiMap